# Antonín Splítek
Antonín Splítek (26. května 1923 – 4. září 2009) byl československý a český zápasník, později známý jako špičkový zápasnický trenér. Patřil k prvním českým specialistům na zápas ve volném stylu.

## Sportovní kariéra
Jeho sportovní kariéra je spojená s pražskými policejními složkami, byl veden i jako zaměstnanec Sboru národní bezpečnosti. Začínal jako zápasník – klasik. Od konce čtyřícátých let dvacátého století se začal věnovat i zápasu ve volném stylu. Základní znalosti volného stylu mu otevřeli cestu do reprezentace. V roce 1954 startoval za Československo jako volnostylař ve střední váze do 79 kg na mezinárodním turnaji týmů v Budapešti. V roce 1955 nahrazoval Karla Součka na dubnovém mistrovství světa v Karlsruhe. V úvodním kole prohrál na technické body s Turkem İsmetem Atlım a ve třetím kole ho z turnaje vyřadil dosažením pěti negativních klasifikačních bodů domácí Němec Horst Heß. V roce 1956 nebyl nominován na olympijské hry v Melbourne.

## Trenérská kariéra
Trenérské práci se začal aktivně věnovat od roku 1957 v domovském klubu Rudá Hvězda. Od roku 1961 přebral vedení československé reprezentace v obou olympijských zápasnických stylech. Jako trenér se účastnil olympijských her v Tokiu v roce 1964 a olympijských her v Mexiku v roce 1968. Jeho nejznámějším svěřencem byl Petr Kment.
V sedmdesátých letech se začal více orientovat na v Česku opomíjený zápas ve volném stylu. Podařilo se mu utvořit skupinu kolem bratrů Engelových – Josef Engel, Karel Engel, kterou vedl na olympijských hrách v Mnichově v roce 1972. Nedostatek kvalitních volnostylařů v Česku ho přiměl k angažování volnostylařů ze slovenských klubů – Dan Karabin, Július Strnisko, Jozef Lohyňa, Milan Mazáč a další, který souvisel se vznikem střediska vrcholového sportu (SVS) při FMV v roce 1974.
Své pozice opustil v roce 1985, kdy předal funkci staršího trenéra volnostylařů v Rudé Hvězdě Josefu Engelovi a funkci reprezentačního trenéra volnostylařů Mikuláši Timkovi. Svoji další činnost ve sportu orientoval na popularizaci zápasu mezi pražskou mládeží. Ve spolupráci s učiteli tělocviku na sportovních školách (např. Sportovní gymnázium Nad Štolou) vedl hodiny zápasu.